# Czarnotówka
Czarnotówka (805 m) – szczyt Gorców w obrębie miasta Nowy Targ. Znajduje się w zakończeniu południowego grzbietu Bukowiny Waksmundzkiej, który na Czubie zmienia kierunek na południowo-wschodni i poprzez przełęcz Czarnotówkę (796 m) i Czarnotówkę opada do Kowańca w Nowym Targu.
Północne stoki Czarnotówki opadają do doliny potoku Wielki Kowaniec, zachodnie i południowe do doliny potoku Kokoszków. Wszystkie są porośnięte lasem, tylko rejon przełęczy Czarnotówka to trawiaste tereny Polany Długiej.